# Liste der Bodendenkmäler in Teisendorf

Wappen von Teisendorf

Auf dieser Seite sind die Bodendenkmäler in dem oberbayerischen Markt Teisendorf zusammengestellt. Diese Tabelle ist eine Teilliste der Liste der Bodendenkmäler in Bayern. Grundlage ist die Bayerische Denkmalliste, die auf Basis des Bayerischen Denkmalschutzgesetzes vom 1. Oktober 1973 erstmals erstellt wurde und seither durch das Bayerische Landesamt für Denkmalpflege geführt wird. Die folgenden Angaben ersetzen nicht die rechtsverbindliche Auskunft der Denkmalschutzbehörde.

## Bodendenkmäler in Teisendorf
| Lage                                                     | Objekt | Akten-Nr.     | Bild |
| -------------------------------------------------------- | --- | ------------- | ---- |
| Nordöstlich Oberstetten (Standort)                       | Abschnittsbefestigung „Heigelsberg“ des frühen Mittelalters. | D-1-8142-0002 |      |
| Burgruine Raschenberg, südlich Oberteisendorf (Standort) | Untertägige mittelalterliche und frühneuzeitliche Befunde im Bereich der Burgruine Raschenberg. | D-1-8142-0003 |      |
| Südlich Surspeicher (Standort)                           | Abschnittsbefestigung des frühen Mittelalters. | D-1-8142-0005 |      |
| Zwischen Roidham und Stegreuth (Standort)                | Grabhügel mit Bestattungen der frühen Latènezeit. | D-1-8142-0006 |      |
| Teisendorf, nördlich Ortskern (Standort)                 | Straße der römischen Kaiserzeit (Teilstück der Trasse Augsburg–Salzburg). | D-1-8142-0010 |      |
| Bei St. Andreas (Standort)                               | Untertägige mittelalterliche und frühneuzeitliche Befunde im Bereich der Kath. Pfarrkirche St. Andreas in Markt Teisendorf und ihrer Vorgängerbauten.                                                            | D-1-8142-0013 |      |
| Südwestlich Oberteisendorf (Standort)                    | Befestigte Höhensiedlung der späten Latènezeit. | D-1-8142-0017 |      |
| Südwestlich Oberteisendorf (Standort)                    | Höhensiedlung der römischen Kaiserzeit und Burgstall des hohen und späten Mittelalters („Thumberg“). | D-1-8142-0019 |      |
| Südlich Neukirchen (Standort)                            | Bergbauareal des späten Mittelalters und der frühen Neuzeit, sog. „Kressenberger Revier“. | D-1-8142-0163 |      |
| Oberteisendorf, St. Georg (Standort)                     | Untertägige spätmittelalterliche und frühneuzeitliche Befunde im Bereich der Kath. Pfarrkirche St. Georg in Oberteisendorf und ihrer Vorgängerbauten.                                                            | D-1-8142-0166 |      |
| Neukirchen, St. Ulrich (Standort)                        | Untertägige mittelalterliche und frühneuzeitliche Befunde im Bereich der Kath. Pfarrkirche St. Ulrich in Neukirchen a.Teisenberg und ihrer Vorgängerbauten.                                                      | D-1-8142-0168 |      |
| Achthal, Maria Schnee (Standort)                         | Untertägige frühneuzeitliche Befunde im Bereich der Knappen- und Hüttenarbeiterkapelle Maria Schnee in Achthal und ihres Vorgängerbaus.                                                                          | D-1-8142-0170 |      |
| Holzhausen, St. Leonhard (Standort)                      | Untertägige spätmittelalterliche und frühneuzeitliche Befunde im Bereich der Kath. Filialkirche St. Leonhard in Holzhausen b.Teisendorf.                                                                         | D-1-8142-0173 |      |
| Mehring, St. Johann Baptist (Standort)                   | Untertägige spätmittelalterliche und frühneuzeitliche Befunde im Bereich der Kath. Filialkirche St. Johann Baptist in Mehring und ihres Vorgängerbaus.                                                           | D-1-8142-0175 |      |
| Teisenberg (Standort)                                    | Burgstall „Teisenberg“ des hohen und späten Mittelalters. | D-1-8142-0234 |      |
| Nordöstlich Hörafing (Standort)                          | Brand- und Körpergräber der römischen Kaiserzeit. | D-1-8143-0079 |      |
| Eichham (Standort)                                       | Körpergräber der römischen Kaiserzeit. | D-1-8143-0080 |      |
| Nördlich Eichham (Standort)                              | Brandgräber der römischen Kaiserzeit. | D-1-8143-0081 |      |
| Nördlich Patting (Standort)                              | Körpergräber vor- und frühgeschichtlicher Zeitstellung. | D-1-8143-0084 |      |
| Nordöstlich Hörafing (Standort)                          | Grabhügel vorgeschichtlicher Zeitstellung. | D-1-8143-0086 |      |
| Bei Punschern (Standort)                                 | Grabenwerk vor- und frühgeschichtlicher Zeitstellung. | D-1-8143-0087 |      |
| Weildorf, gegenüber Gasthof Noppinger (Standort)         | Villa rustica der römischen Kaiserzeit. | D-1-8143-0088 |      |
| Östlich Wimmern (Standort)                               | Grabhügel mit Bestattungen der Hallstattzeit. | D-1-8143-0089 |      |
| Nordöstlich Hörafing (Standort)                          | Siedlung der römischen Kaiserzeit. | D-1-8143-0146 |      |
| Nordöstlich Hörafing (Standort)                          | Siedlung der römischen Kaiserzeit. | D-1-8143-0155 |      |
| Ufering; B 304 (Standort)                                | Straße der römischen Kaiserzeit (Teilstück der Trasse Augsburg–Salzburg). | D-1-8143-0171 |      |
| Ufering (Standort)                                       | Straße der römischen Kaiserzeit. | D-1-8143-0176 |      |
| Dechantshof (Standort)                                   | Untertägige mittelalterliche und frühneuzeitliche Befunde im Bereich des ehem. Adelssitzes und späteren Pfarrhofs (Dechanthof) sowie der Kath. Pfarrhofkapelle St. Anna in Teisendorf und ihrer Vorgängerbauten. | D-1-8143-0260 |      |
| Bei Mariä Himmelfahrt, Weildorf (Standort)               | Untertägige mittelalterliche und frühneuzeitliche Befunde im Bereich der Kath. Pfarrkirche Mariä Himmelfahrt in Weildorf und ihrer Vorgängerbauten.                                                              | D-1-8143-0261 |      |
| Wimmern, St. Laurentius (Standort)                       | Untertägige mittelalterliche und frühneuzeitliche Befunde im Bereich der Kath. Filialkirche St. Laurentius in Wimmern und ihres Vorgängerbaus.                                                                   | D-1-8143-0264 |      |